# Standard Parallel Port
Standard Parallel Port (SPP) ist ein Modus der parallelen Schnittstelle eines Computers. SPP wurde mit dem ersten Personal Computer (PC) eingeführt für die Kommunikation mit Druckern und Scannern.
Weil die ursprüngliche Datenrate von 50 bis 150 KByte pro Sekunde zu gering war, wurden Nachfolger EPP und ECP entwickelt, die zwar den gleichen Centronics-Stecker gemäß IEEE 1284 verwenden, aber zusätzlich zu einer erhöhten Übertragungsgeschwindigkeit noch weitere Leistungsmerkmale, wie z. B. FIFO, zur Verfügung stellen.